# Winter Fragments

Winter Fragments est une œuvre pour flûte, clarinette, piano, violon, violoncelle et dispositif électronique composée par Tristan Murail en 2000.

## Histoire
Winter Fragments est une commande de Collectif et Cie (Annecy). Elle est créée le 21 novembre 2000 aux Concerts d'hiver, au Centre culturel de Bonlieu, par l'ensemble Les Temps modernes dirigé par Fabrice Pierre.
La saison de l'hiver « favorise toujours l'expression de l'errance, la raréfaction du matériau, le figement paradoxal de l'écriture ». 

« Cette expérience est rendue dans l'œuvre par un calme étrange et nu, régulièrement interrompu par des bourrasques glacées et tourbillonnantes d'intensité variable. Murail parvient à dépeindre ce paysage en usant avec dextérité d'un dispositif électronique qui s'ajoute à un quintette (flûte, clarinette, violon, violoncelle et piano). Les éléments acoustiques et électroniques se mêlent avec un succès remarquable. »